# Wilfred Asciak
Wilfred Asciak oder Wilfrid Asciak (* 30. März 1930; † 22. Januar 2016) war ein maltesischer Billardspieler, Verleger und Journalist. Sowohl in den Disziplinen English Billiards als auch Snooker erfolgreich, gewann er sechzehn Mal die maltesische English-Billiards-Meisterschaft und sechsmal die maltesische Snooker-Meisterschaft. Ferner gehörte er zu den besten Teilnehmern der Amateurweltmeisterschaft 1958 im English Billiards. Beruflich gesehen arbeitete er über Jahrzehnte hinweg in der Medienlandschaft Maltas.

## Karriere
Asciak wurde am 30. März 1930 geboren und hatte mindestens eine Schwester. Er wuchs im Raum Valletta. Bereits als Jugendlicher spielte er Billard und es zeichnete sich ab, dass er dafür großes Talent besaß. Tatsächlich erreichte er zwischen 1951 und 1972 17 Mal das Finale der maltesischen Meisterschaft im English Billiards. Nur 1971 gegen Paul Mifsud verlor er, ansonsten gewann er jedes Endspiel. Elf Titelgewinne konnte er von 1951 bis 1961 ununterbrochen verbuchen. Laut Nachrufen nach seinem Tod soll Asciak 1958 auch den zweiten Platz der English-Billiards-Weltmeisterschaft belegt haben, der zuständige Verband IBSF führt als Zweitplatzierten der als Jeder-gegen-jeden-Turnier ausgetragenen Ausgabe aber den Engländer Leslie Driffield an (mit dem Inder Wilson Jones als Turniersieger). Fast im selben Zeitraum wie im English Billiards gehörte Asciak auch den zu besten Snookerspielern Maltas. Zwischen 1951 und 1970 erreichte er nämlich elf Mal das Finale der maltesischen Snooker-Meisterschaft, sechs Mal wurde er auch Meister. Für seine sportlichen Verdienste wurde er 1966 und 1971 zu Maltas Sportler des Jahres ernannt.
Beruflich arbeitete Asciak über 50 Jahre lang in Maltas Zeitungsbranche, insbesondere für die Times of Malta. Dort wurde er unter anderem im Sport- und im Werbebereich sowie in der Redaktionsleitung beschäftigt. Seit 1972 war er geschäftsführender Direktor der Herausgebergesellschaft der Zeitung, der Progess Press Limited. In dieser Funktion wurde er am 15. Oktober 1979 im Rahmen des Black Monday von Demonstranten der Malta Labour Party, die das Gebäude der Times of Malta nach einer außer Kontrolle geratenen Kundgebung gestürmt hatten, gezwungen, diese zum Maschinenraum zu führen. Intendiert war die Zerstörung der Druckmaschinen, um den Betrieb der Zeitung einschneidend zu stören. Asciak führte geistesgegenwärtig die Maschinenstürmer in den alten Maschinenraum, wo die alten Druckmaschinen zerstört wurden. Die erst neu angeschafften eigentlichen Druckmaschinen blieben so unbeschadet. Neben dem Posten des Geschäftsführers bei der Progess Press saß Asciak auch im Vorstand der Allied Press, der Eigentümergesellschaft der Progress Press. 2003 ging Asciak in den Ruhestand. Sein Nachfolger als Geschäftsführer bei Progress Press wurde Adrian Hillman, der später gleichzeitig Geschäftsführer von Allied Press war. Das stellte ein Novum dar, welches die später ermordete Journalistin Daphne Caruana Galizia nur für möglich hielt, weil sich mit dem damaligen maltesischen Präsidenten Guido de Marco der Vater von Hillmans Jugendfreund Mario de Marco immens für Hillman einsetzte. Caruana Galizia hatte zudem recherchiert, dass Hillman in korrupte Geschäfte mit dem führenden Labour-Politiker Keith Schembri verwickelt war. Aus diesem Grund musste Hillman 2016 zurücktreten und sich später vor Gericht verantworten.
Asciak starb nach kurzer Krankheit am 22. Januar 2016 im Alter von 85 Jahren. Er hinterließ seine Ehefrau Marion, seine vier Kinder und deren Partner sowie fünf Enkelkinder. Sein Sohn Gordon Asciak, dessen Frau Helen Asciak und deren gemeinsamer Sohn Matthew Asciak sind allesamt professionelle Tennisspieler geworden.

## Erfolge
| Ausgang                    | Jahr | Turnier                                     | Finalgegner      | Ergebnis  |
| -------------------------- | ---- | ------------------------------------------- | ---------------- | --------- |
| Snookerturniere            |      |                                             |                  |           |
| Sieger                     | 1951 | Maltesische Snooker-Meisterschaft           | Vincent Micallef | 6:0       |
| Sieger                     | 1952 | Maltesische Snooker-Meisterschaft           | Lewis Galea      | 6:4       |
| Zweiter                    | 1954 | Maltesische Snooker-Meisterschaft           | Alfred Borg      | 5:7       |
| Sieger                     | 1955 | Maltesische Snooker-Meisterschaft           | Joe Reginiano    | 7:5       |
| Zweiter                    | 1956 | Maltesische Snooker-Meisterschaft           | Alfred Borg      | 6:7       |
| Sieger                     | 1957 | Maltesische Snooker-Meisterschaft           | Alfred Borg      | 7:3       |
| Sieger                     | 1958 | Maltesische Snooker-Meisterschaft           | Alfred Borg      | 7:4       |
| Sieger                     | 1959 | Maltesische Snooker-Meisterschaft           | Alfred Borg      | 7:6       |
| Zweiter                    | 1966 | Maltesische Snooker-Meisterschaft           | Alfred Borg      | 3:7       |
| Zweiter                    | 1967 | Maltesische Snooker-Meisterschaft           | Alfred Borg      | 1:7       |
| Zweiter                    | 1970 | Maltesische Snooker-Meisterschaft           | Paul Mifsud      | 7:11      |
| English-Billiards-Turniere |      |                                             |                  |           |
| Sieger                     | 1951 | Maltesische English-Billiards-Meisterschaft | Vincent Micallef | 2389:1828 |
| Sieger                     | 1952 | Maltesische English-Billiards-Meisterschaft | Rene Aquilina    | 2988:2238 |
| Sieger                     | 1953 | Maltesische English-Billiards-Meisterschaft | Emanuel Bartolo  | unbekannt |
| Sieger                     | 1954 | Maltesische English-Billiards-Meisterschaft | R. Lautier       | unbekannt |
| Sieger                     | 1955 | Maltesische English-Billiards-Meisterschaft | Joe Reginiano    | unbekannt |
| Sieger                     | 1956 | Maltesische English-Billiards-Meisterschaft | G. Taliana       | unbekannt |
| Sieger                     | 1957 | Maltesische English-Billiards-Meisterschaft | Joe Reginiano    | 3562:???  |
| Sieger                     | 1958 | Maltesische English-Billiards-Meisterschaft | J. Debattista    | 2000:1702 |
| Sieger                     | 1959 | Maltesische English-Billiards-Meisterschaft | J. Agius         | unbekannt |
| Sieger                     | 1960 | Maltesische English-Billiards-Meisterschaft | R. Lautier       | unbekannt |
| Sieger                     | 1961 | Maltesische English-Billiards-Meisterschaft | Paul Cosaitis    | unbekannt |
| Sieger                     | 1966 | Maltesische English-Billiards-Meisterschaft | Paul Cosaitis    | unbekannt |
| Sieger                     | 1967 | Maltesische English-Billiards-Meisterschaft | Joe Bartolo      | unbekannt |
| Sieger                     | 1968 | Maltesische English-Billiards-Meisterschaft | Franz Farrugia   | unbekannt |
| Sieger                     | 1970 | Maltesische English-Billiards-Meisterschaft | Paul Mifsud      | unbekannt |
| Zweiter                    | 1971 | Maltesische English-Billiards-Meisterschaft | Paul Mifsud      | unbekannt |
| Sieger                     | 1952 | Maltesische English-Billiards-Meisterschaft | Paul Mifsud      | unbekannt |